# إيرل ستيوارت
إيرل ستيوارت (بالإنجليزية: Earl Stewart)‏ هو لاعب غولف أمريكي، ولد في 15 أكتوبر 1921 في دالاس في الولايات المتحدة، وتوفي في 11 يوليو 1990 في كويتمان في الولايات المتحدة.